# Cava Palombieri
Cava Palombieri este o arie protejată (arie specială de conservare — SAC, sit de importanță comunitară — SCI) din Italia întinsă pe o suprafață de 552 ha, integral pe uscat.

## Localizare
Centrul sitului Cava Palombieri este situat la coordonatele 36°52′06″N 14°53′57″E / 36.868305°N 14.899188°E.

## Înființare
Situl Cava Palombieri a fost declarat sit de importanță comunitară în septembrie 1995 pentru a proteja 1 specie de plante și 1 specie de animale. Situl a fost protejat și ca arie specială de conservare în decembrie 2017.

## Biodiversitate
Situată în ecoregiunea mediteraneană, aria protejată conține 7 habitate naturale: Pseudostepă cu ierburi și specii anuale de Thero-Brachypodietea, Păduri de Quercus ilex și Quercus rotundifolia, Tufărișuri termo-mediteraneene și de pre-deșert, Peșteri inaccesibile publicului, Pante stâncoase calcaroase cu vegetație casmofită, Izvoare petrifiante cu formare de travertin (Cratoneurion), Păduri de Platanus orientalis și Liquidambar orientalis (Platanion orientalis).
La baza desemnării sitului se află mai multe specii protejate:
- plante (1): Dianthus rupicola
- păsări (1): Falco biarmicus

Pe lângă speciile protejate, pe teritoriul sitului au mai fost identificate 13 specii de plante, 2 specii de păsări, 13 specii de nevertebrate, 6 specii de reptile.